# Chantemerle-sur-la-Soie
Chantemerle-sur-la-Soie è un comune francese di 140 abitanti situato nel dipartimento della Charente Marittima nella regione della Nuova Aquitania.

## Società

### Evoluzione demografica
Abitanti censiti